# Karl Ernst Willibald Toussaint
Karl Ernst Willibald Toussaint (* 1. Mai 1836 in Lübben; † 29. November 1898 in Leipzig) war ein deutscher Reichsgerichtsrat.

## Leben
Der Sohn eines Hauptmanns studierte Jura in u. a. in Breslau und Heidelberg. Er war evangelisch. 1858 wurde er auf den preußischen Landesherrn vereidigt. 1867 wurde er Staatsanwaltsgehilfe. 1871 wurde er zum Staatsanwalt befördert und von Frankfurt an der Oder nach Trebnitz versetzt. 1879 erfolgte die Ernennung zum I. Staatsanwalt. Zum Landgerichtspräsidenten wurde er 1892 befördert. Im selben Jahr kam er an das Reichsgericht. Er war im III. Strafsenat tätig. Er starb im Amt.